# Сампаоли, Хорхе
Хо́рхе Луис Сампао́ли Мойя (исп. Jorge Luis Sampaoli Moya; род. 13 марта 1960, Касильда, Санта-Фе) — аргентинский футбольный тренер. Профессор физического воспитания Института имени бригадного генерала Эстанислао Лопеса в Санта-Фе.

## Биография
Сампаоли не играл в футбол на профессиональном уровне. Карьере футболиста помешала травма, полученная в молодом возрасте, когда Сампаоли занимался в молодёжной школе «Ньюэллс Олд Бойз». После этого Сампаоли получил профессиональное образование в Институте имени бригадного генерала Эстанислао Лопеса, где получил степень профессора.
В 2002 году Сампаоли начал тренерскую карьеру на высшем уровне, причём первые 7 лет он работал с клубами Перу. В 2004 году вывел «Коронель Болоньеси» впервые в истории клуба в международные турниры, а именно в Южноамериканский кубок. Команда стабильно выступала и в следующие сезоны, а в 2007 году, после ухода Сампаоли, сумела стать вице-чемпионом Перу. В том году Хорхе возглавлял уже один из самых титулованных клубов страны, «Спортинг Кристал».
В 2008—2009 годах работал в чилийском «О’Хиггинсе», а в 2010 году привёл эквадорский «Эмелек» ко второму месту в чемпионате Эквадора.
В 2011 году Сампаоли возглавил «Универсидад де Чили», придя на смену уругвайскому специалисту Херардо Пелуссо, ушедшему в асунсьонскую «Олимпию». Этот сезон стал поистине триумфальным для аргентинского специалиста и клуба. «Синие» выиграли оба чемпионата Чили, прошедшие в календарном году — Апертуру и Клаусуру. Во второй половине года Сампаоли привёл сов к первой в истории клуба победе в международном турнире — Южноамериканском кубке. В финальном противостоянии чилийцы дважды уверенно обыграли сильнейшую команду Южной Америки согласно рейтингу КОНМЕБОЛ, эквадорский ЛДУ Кито.
В 2012 году Хорхе возглавил сборную Чили, которой руководил на чемпионате мира в Бразилии (в 1/8 финала чилийцы по пенальти проиграли хозяевам турнира) и привёл к победе на домашнем Кубке Америки в 2015 году. После этого успеха Сампаоли покинул занимаемый пост в январе 2016 года.
Летом 2016 года Сампаоли перебрался в Европу, возглавив испанскую «Севилью», однако, отработав в испанском клубе всего сезон (по итогам которого занял 4-е место в чемпионате Испании и вышел в плей-офф Лиги чемпионов), оставил занимаемый пост, чтобы возглавить сборную Аргентины. 1 июня 2017 года возглавил сборную Аргентины. 15 июля 2018 года официально был уволен из сборной Аргентины.
13 декабря 2018 года Сампаоли назначен главным тренером бразильского клуба «Сантос» на сезон 2019. 9 декабря 2019 года наставник покинул «Сантос», с которым днём ранее финишировал на 2-м месте в Серии A 2019.
1 марта 2020 года назначен главным тренером бразильского клуба «Атлетико Минейро». Контракт подписан до конца 2021 года. Однако уже в феврале 2021 года оставил должность.
26 февраля 2021 года подписал трёхлетний контракт с клубом «Олимпик Марсель», но в июле 2022 года покинул свой пост.
6 октября испанский футбольный клуб «Севилья» объявила о назначении Сампаоли главным тренером.

### Тактика
Сампаоли является большим поклонником тренерских методик Марсело Бьелсы, с которым неоднократно лично общался и консультировался по ряду методологических вопросов. Кроме того, Сампаоли — приверженец использования современных технологий в процессе подготовки команды. В частности, он использует компьютерные программы создания физического профиля футболистов, а также видео с YouTube, однако подчёркивает, что сами по себе такие видеозаписи не могут дать полного представления о футболисте.
Специалисты отмечают революционность подхода Сампаоли к тактике, которую он применил, работая тренером «Универсидад де Чили». Полузащита выстроена «ромбом», в нападении играют сразу три футболиста, двое из которых помогают наконечнику-бомбардиру забивать голы. В 2011 году таким лидером атак стал Эдуардо Варгас. Несмотря же на то, что в обороне, помимо вратаря, остаются лишь три защитника, насыщенность полузащиты и мобильность действий футболистов позволяли «синим» пропускать крайне мало голов. Так, в победной кампании Южноамериканского кубка 2011 года «Универсидад де Чили» пропустил в 12 матчах лишь два гола.

## Достижения

### Командные
Универсидад де Чили
- Чемпион Чили: (3) Ап. 2011, Кл. 2011, Ап. 2012
- Обладатель Кубка Чили: (1) 2012/13 (постфактум)
- Обладатель Южноамериканского кубка: (1) 2011

 Сборная Чили
- Обладатель Кубка Америки: 2015

### Личные
- Лучший тренер Чили по версии El Gráfico Chile (1): 2011.
- Лучший тренер Чили по версии ANFP (1)[9]: 2011.
- Тренер года в Южной Америке (1): 2015[10].